# Caenohalictus thauca
Caenohalictus thauca är en biart som först beskrevs av Carlos Schrottky 1909.  Caenohalictus thauca ingår i släktet Caenohalictus och familjen vägbin. Inga underarter finns listade.